# Чемпионат Африки по волейболу среди мужчин 2017
21-й чемпионат Африки по волейболу среди мужчин проходил с 22 по 29 октября 2017 года в Каире (Египет) с участием 14 национальных сборных команд. Чемпионский титул в 9-й раз в своей истории выиграла сборная Туниса. 
Чемпионат одновременно являлся и финальной стадией африканского отборочного турнира чемпионата мира 2018. Путёвки на мировое первенство выиграли три лучшие команды — Тунис, Египет и Камерун.

## Команды-участницы
- Египет — команда страны-организатора.
- Марокко, Гана, Нигерия, ДР Конго, Кения, Руанда, Ботсвана — по итогам квалификации.
- Тунис, Камерун, Алжир — по мировому рейтингу.
- Ливия, Нигер, Чад — по приглашению CAVB.

## Квалификация
В качестве квалификации был использован предварительный этап отборочного турнира чемпионата мира 2018, прошедших в рамках 7 зон, на которые разделена Африканская конфедерация волейбола. По его итогам путёвки на чемпионат Африки (одновременно на финальный этап мировой квалификации) получили 10 команд, из которых три — Кабо-Верде, Республика Конго и Мозамбик — впоследствии отказались от участия.

## Система проведения чемпионата
14 команд-участниц на предварительном этапе разбиты на 4 группы. Первичным критерием при распределении мест в группах являлось общее число побед, затем количество набранных очков, соотношение партий, соотношение игровых очков, результаты личных встреч. За победы со счётом 3:0 и 3:1 команды получали по 3 очка, за победы 3:2 — по 2 очка, за поражение 2:3 — по 1 очку, за поражения 1:3 и 0:3 очки не начислялись. По две лучшие команды из групп вышли в четвертьфинал плей-офф. Победители четвертьфинальных пар вышли в полуфинал и далее определили призёров первенства, проигравшие — итоговые 5—8-е места. Итоговые 9—14-е места по трёхступенчатой системе разыграли команды, занявшие в группах 3—4-е места.

## Предварительный этап

### Группа А
| М | Команда  | 1   | 2   | 3   | И | В | П | С/П | О |
| - | -------- | --- | --- | --- | - | - | - | --- | - |
| 1 | Египет   |     | 3:0 | 3:0 | 2 | 2 | 0 | 6:0 | 6 |
| 2 | ДР Конго | 0:3 |     | 3:0 | 2 | 1 | 1 | 3:3 | 3 |
| 3 | Нигер    | 0:3 | 0:3 |     | 2 | 0 | 2 | 0:6 | 0 |

22 октября: Египет — Нигер 3:0 (25:10, 25:6, 25:12).
23 октября: Египет — ДР Конго 3:0 (25:14, 25:18, 25:11).
24 октября: ДР Конго — Нигер 3:0 (25:19, 25:16, 25:23).

### Группа В
| М | Команда | 1   | 2   | 3   | 4   | И | В | П | С/П | О |
| - | ------- | --- | --- | --- | --- | - | - | - | --- | - |
| 1 | Тунис   |     | 3:2 | 3:0 | 3:0 | 3 | 3 | 0 | 9:2 | 8 |
| 2 | Ливия   | 2:3 |     | 3:2 | 2:3 | 3 | 1 | 2 | 7:8 | 4 |
| 3 | Гана    | 0:3 | 2:3 |     | 3:0 | 3 | 1 | 2 | 5:6 | 4 |
| 4 | Кения   | 0:3 | 3:2 | 0:3 |     | 3 | 1 | 2 | 3:8 | 2 |

22 октября: Гана — Кения 3:0 (25:16, 26:24, 25:15); Тунис — Ливия 3:2 (25:19, 20:25, 20:25, 25:15, 15:7).
23 октября: Ливия — Гана 3:2 (25:22, 21:25, 23:25, 25:16, 15:10); Тунис — Кения 3:0 (25:16, 25:19, 25:22).
24 октября: Тунис — Гана 3:0 (25:22, 25:14, 25:15); Кения — Ливия 3:2 (16:25, 20:25, 25:21, 25:21, 15:12).

### Группа С
| М | Команда | 1   | 2   | 3   | И | В | П | С/П | О |
| - | ------- | --- | --- | --- | - | - | - | --- | - |
| 1 | Камерун |     | 3:1 | 3:0 | 2 | 2 | 0 | 6:1 | 6 |
| 2 | Марокко | 1:3 |     | 3:1 | 2 | 1 | 1 | 4:4 | 3 |
| 3 | Нигерия | 0:3 | 1:3 |     | 2 | 0 | 2 | 1:6 | 0 |

22 октября: Камерун — Марокко 3:1 (24:26, 25:23, 25:23, 25:19).
23 октября: Марокко — Нигерия 3:1 (24:26, 25:20, 25:17, 25:22).
24 октября: Камерун — Нигерия 3:0 (26:24, 25:20, 25:19).

### Группа D
| М | Команда  | 1   | 2   | 3   | 4   | И | В | П | С/П | О |
| - | -------- | --- | --- | --- | --- | - | - | - | --- | - |
| 1 | Алжир    |     | 3:0 | 3:0 | 3:0 | 3 | 3 | 0 | 9:0 | 9 |
| 2 | Руанда   | 0:3 |     | 3:0 | 3:0 | 3 | 2 | 1 | 6:3 | 6 |
| 3 | Ботсвана | 0:3 | 0:3 |     | 3:0 | 3 | 1 | 2 | 3:6 | 3 |
| 4 | Чад      | 0:3 | 0:3 | 0:3 |     | 3 | 0 | 3 | 0:9 | 0 |

22 октября: Руанда — Чад 3:0 (25:20, 25:21, 25:15); Алжир — Ботсвана 3:0 (25:15, 25:13, 25:17).
23 октября: Алжир — Чад 3:0 (25:15, 25:13, 25:19); Руанда — Ботсвана 3:0 (25:19, 25:18, 25:17).
24 октября: Алжир — Руанда 3:0 (25:18, 25:22, 25:21); Ботсвана — Чад 3:0 (25:20, 25:20, 25:22).

## Плей-офф за 9—14 места

### Четвертьфинал
26 октября
Чад — Нигер 3:1 (25:21, 25:21, 26:28, 25:19).
Кения — Нигерия 3:2 (25:20, 20:25, 25:19, 22:25, 15:13).

### Полуфинал
27 октября
Кения — Чад 3:0 (25:20, 25:21, 25:20).
Гана — Ботсвана 3:0 (26:24, 25:21, 25:22).

### Матч за 13-е место
27 октября
Нигерия — Нигер 3:0 (26:24, 25:15, 25:20).

### Матч за 11-е место
28 октября
Ботсвана — Чад 3:2 (26:24, 20:25, 21:25, 25:17, 15:13).

### Матч за 9-е место
28 октября
Гана — Кения 3:0 (25:22, 25:16, 25:20).

## Плей-офф за 1—8 места

### Четвертьфинал
26 октября
Алжир — ДР Конго 3:0 (25:19, 25:13, 25:19).
Тунис — Марокко 3:0 (25:21, 25:17, 25:22).
Камерун — Ливия 3:2 (27:25, 22:25, 25:21, 23:25, 15:9).
Египет — Руанда 3:0 (25:14, 25:18, 25:14).

### Полуфинал за 5—8 места
27 октября
Руанда — Ливия 3:2 (25:19, 25:18, 12:25, 24:26, 15:13).
Марокко — ДР Конго 3:1 (23:25, 25:21, 25:16, 25:20).

### Полуфинал за 1—4 места
27 октября
Тунис — Алжир 3:2 (25:27, 25:14, 21:25, 25:23, 17:15).
Египет — Камерун 3:0 (26:24, 25:22, 25:23).

### Матч за 7-е место
29 октября
Ливия — ДР Конго 3:0 (25:20, 25:10, 25:18).

### Матч за 5-е место
29 октября
Марокко — Руанда 3:2 (25:22, 21:25, 16:25, 25:15, 15:9).

### Матч за 3-е место
29 октября
Камерун — Алжир 3:1 (23:25, 25:21, 25:21, 27:25).

### Финал
29 октября
Тунис — Египет 3:0 (25:22, 25:20, 25:15).

## Итоги

### Положение команд
| Тунис        |
| Египет       |
| Камерун      |
| 4. Алжир     |
| 5. Марокко   |
| 6. Руанда    |
| 7. Ливия     |
| 8. ДР Конго  |
| 9. Гана      |
| 10. Кения    |
| 11. Ботсвана |
| 12. Чад      |
| 13. Нигерия  |
| 14. Нигер    |

### Призёры
Тунис: Тайеб Корбосли, Ахмед Кадхи, Васим Бен Тара, Мохамед Али Бен Отман Милади, Эльес Карамосли, Набиль Милади, Махди Бен Шейх, Хамза Нагга, Исмаил Моалла, Ануар Тауэрги, Эльес Гарфи, Билаль Бен Хасин, Хишем Кааби, Халед Бен Слиман, Шокри Жуини, Саддам Хмисси, Омар Агреби. Тренер — Антонио Джакоббе. 
  Египет: Абдалла Бекхит, Абдельхалим Мохамед Абу, Ахмед Абдельхай (Салах), Хишам Эвайс, Ахмед Маграви, Мохамед Масуд, Хосам Абдалла, Ахмед Элькотб, Ахмед Бекхет, Мустафа Абдельрахман, Ахмед Шафик, Ахмед Абедалааль, Селиман Мохамед, Нурельдин Мохамед. Тренер — Мохамед Фараг.
  Камерун: Мойо Нумбисси, Эрман Энжала, Мбулет Ндаки, Сем Долегомбай, Самуэль Солле, Бана Хасана, Жан Ндонго, Иле Сали, Мото Абума, Ахмед Мбутнгам, Артур Коди, Камто Фосси. Тренер — Маям Рениоф.

### Индивидуальные призы
MVP:  Исмаил Моалла
Лучший нападающий:  Артур Коди
Лучший блокирующий:  Амин Умесад
Лучший на подаче:  Абдалла Абдельсалам
Лучший на приёме:  Ахмед Шафик
Лучший связующий:  Халед Бен Слиман
Лучший либеро:  Ануар Тауэрги